# Cannabinoid
Canabinoizii sunt compuși activi care se găsesc în planta de cannabis și sunt responsabili pentru proprietățile sale medicinale și recreative. Principalii canabinoizi sunt cannabidiol (CBD) și tetrahidrocanabinol (THC), dar în planta de cannabis există cel puțin 113 canabinoizi diferiți.
Canabinoizii din planta de marijuana sunt depozitați în tricomi, sau în cristalele plantei. 

Canabinoizii au fost descoperiți în anii 1940, când au fost identificați cannabidiolul (CBD) și cannabinolul (CBN). Structura tetrahidrocannabinolului (THC) a fost determinată pentru prima dată în 1964. 
Canabinoizii sunt metaboliți secundari. Aceasta înseamnă că nu au vreun rol în creșterea plantei de canabis. În schimb, funcționează ca un sistem imunitar pentru planta de canabis, ajutând-o să combată dăunătorii, paraziții, insectele și prădătorii.

## Sistemul endocannabinoid
Sistemul endocanabinoid (ECS) este format din canabinoizi și receptori ai acestora. Canabinoizii se fixează de receptorul canabinoid, deblocându-l și provocând modificări ale funcționării celulelor. Aceste modificări duc la o varietate de efecte în întregul organism. Există două tipuri de receptori canabinoizi cunoscuți, CB1 și CB2, însă se conturează ideea existenței și celui de-al treilea. Majoritatea receptorilor CB1 sunt răspândiți în sistemul nervos central, iar receptorii CB2 se găsesc  în sistemul imunitar. 

## Tipuri de cannabinoizi
În prezent, sunt recunoscute trei tipuri generale de canabinoizi: canabinoizii din plante sau fitocannabinoizi, sunt sintetizați în mod natural de planta de cannabis, canabinoizi endogeni, produși de organismul uman și al animalelor și cannabinoizi sintetici, compuși similari generați în laborator. 

### Fitocannabinoizi
Canabinoizii generați de planta de cannabis sunt concentrați într-o rășină vâscoasă produsă în structuri cunoscute sub numele de tricomi glandulari. Cel puțin 113 canabinoizi diferiți au fost izolați din cannabis. Cei mai bine studiați canabinoizi includ tetrahidrocannabinol (THC), cannabidiol (CBD), canabinol (CBN),canabigerol (CBG) și canabichromen (CBC).

#### Tetrahidrocanabinol (THC)
Acest canabinoid este cel mai frecvent asociat cu marijuana. Poate fi găsit în concentrații de până la 30-40%. THC este compusul care este responsabil cu nivelurile ridicate de stimulare a creierului.
Proprietățile psihoactive ale THC-ului au condus la clasificarea canabisului drept narcotic. 

#### Cannabidiol (CBD)
Este unul dintre cei mai importanți canabinoizi care se găsesc în planta de canabis. Nu are proprietăți psihoactive și funcționează pentru a reduce efectele THC. CBD are cea mai largă aplicație terapeutică și este în prezent unul dintre ce mai studiați. În prezent, este utilizat în tratamentul unei varietăți de afecțiuni. 

#### Cannabinol (CBN)
CBN se găsește de obicei mai puțin de 1% și în cantități mai mari la plantele de canabis mature. Pe măsură ce THC din planta de canabis este expus în aer liber la lumină sau căldură excesivă, structura sa chimică se schimbă și devine CBN. Proprietățile CBN sunt similare cu cele ale CBD, deoarece CBN nu are efect psihoactiv asupra creierului. Unul din importantele beneficii medicinale ale CBN este efectul sedativ.

#### Cannabicromen (CBC)
CBC este un alt fitocanabinoid terapeutic găsit în cannabis. La fel ca CBD și CBN nu are proprietăți psihoactive. 
Este considerat drept cel mai puternic canabinoid anti-cancer. CBC interacționează cu receptorii CB2 din celulele tumorale producându-se antigene de suprafață. Un studiu realizat recent a arătat că CBC poate încetini și inhiba inflamația și creșterea tumorii. De asemenea, CBC este singurul fitocanabinoid despre care se crede că stimulează creșterea celulelor creierului.

#### Cannabigerol (CBG)
CBG se găsește de obicei în concentrații foarte scăzute, aproximativ 1%. Prin intermediul procesului enzimatic, CBG acționează ca fundament pentru ceilalți canabinoizi. CBG este un vasodilatator foarte puternic fiind unul dintre cei mai buni cannabinoizi pentru tratarea glaucomului prin scăderea presiunii intraoculare. De asemenea, CBG s-a dovedit fiabil și în lupta împotriva cancerului deoarece blochează receptorii responsabili pentru creșterea celulelor canceroase.

#### Cannabidivarină (CBDV)
CBDV este un alt canabinoid non-psihoactiv. Este un analog al CBD format din 3 molecule de carbon (propil), în loc de 5 (pentil). CBDV împărtășește multe caracteristici cu CBD, iar în prezent sunt efectuate cercetări privind utilizarea acestuia ca anticonvulsiv.

### Endocanabinoizi
Cannabinoizii endogeni (endo = endogen, cu originea în corp), sunt cannabinoizi produși în mod natural de organism. Ei interacționează cu sistemul endocananbinoid, fixându-se de receptorii CB1 și CB2. Aceste interacțiuni produc diferite reacții,  având efecte pozitive asupra organismului. Cu toate acestea, endocannabinoizii sunt diferiți de cannabinoizii găsiți în cannabis, chiar dacă au efecte și proprietăți similare. 
Cei mai studiați endocannabinoizi sunt anandamida și 2-AG. Alți endocanabinoizi importanți sunt N-Arachidonoyl dopamine (NADA), 2-Arachidonil Gliceril Eter (Noladin Ether), și O-arachidonoyl ethanolamine (Virodamina). 

#### Anandamida
N-arachidonoiletanolamina sau anandamida este un analog endogen al THC-ului, fiind foarte asemănătoare cu acesta în conținutul său chimic. Anandamida este produsă în interiorul membranelor și țesuturilor celulare ale corpului. Este sintetizată din N-arahididonil fosfatidiletanolamină și descompusă de acidul amid hidrolază grasă, care este o enzimă. Odată absorbită de organism, aceasta se descompune rapid în componentele sale. 
În sistemul nervos central, anandamida se fixează în cea mai mare parte pe receptorii CB1, în timp ce în cel periferic, se fixează de receptorii CB2. Anandamida este produsă în partea creierului care este responsabilă de memorie, controlul mișcării și procesele avansate de gândire. Mai mult, anandamida joacă un rol important în multe procese fiziologice, cum ar fi gestionarea apetitului, durerii, fertilitatea.

#### 2-Arachidonoilglicerol (2-AG)
Ca și anandamida, 2-AG interacționează cu ambele tipuri de receptori CB și este molecula primară de fixare pentru receptorul CB2.

2-AG se numără printre moleculele care sunt extrase din acid arahidonic și din alți doi acizi grași esențiali, Acid dihomo-gama-linolenic (DGLA) și Acid eicosapentaenoic (EPA). Aceste molecule sunt numite eicosanoide și sunt versiuni oxidate ale acizilor grași esențiali. Ele joacă roluri importante în diferite funcții și procese corporale, cum ar fi imunitatea sau inflamația.
Fiind unul dintre cei mai abundenți endocanabinoizi din organism, 2-AG joacă un rol important în reglarea apetitului, în managementul durerii și în funcțiile sistemului imunitar.

### Cannabinoizi sintetici
Cannabinoizii sintetici sunt reprezentați de un grup de substanțe chimice de sinteză cu efecte similare THC. Ele cuprind o varietate de clase chimice distincte: canabinoizi clasici înrudiți structural cu THC, canabinoizi neclasici (cannabimimetici) incluzând aminoalchilindolii, 1,5-diarylpyrazoles, chinoline și arilsulfonamide, precum și eicosanoide legate de endocannabinoizi. Canabinoizii sintetici sunt agoniști deplini ai receptorilor CB1, afinitatea lor fiind de până la o sută de ori mai mare comparativ cu a THC. 
Există mai multe medicamente acceptate care conțin cannabinoizi:
În S.U.A. Food and Drug Administration (FDA) a aprobat Dronabidol și Nabilon, ambele conținând THC. Acestea tratează greața provocată de chimioterapie și cresc apetitul pacienților cu pierdere de greutate extremă cauzată de SIDA. Epidiolex este testat clinic de către FDA, un medicament lichid bazat pe CBD, care tratează anumite forme de epilepsie la copii. În Uniunea Europeană este comercializat sub numele de Epidyolex. Rimonabant un medicament antiobezitate, a fost aprobat pentru prima dată în Europa în 2006, dar a fost retras în 2008.

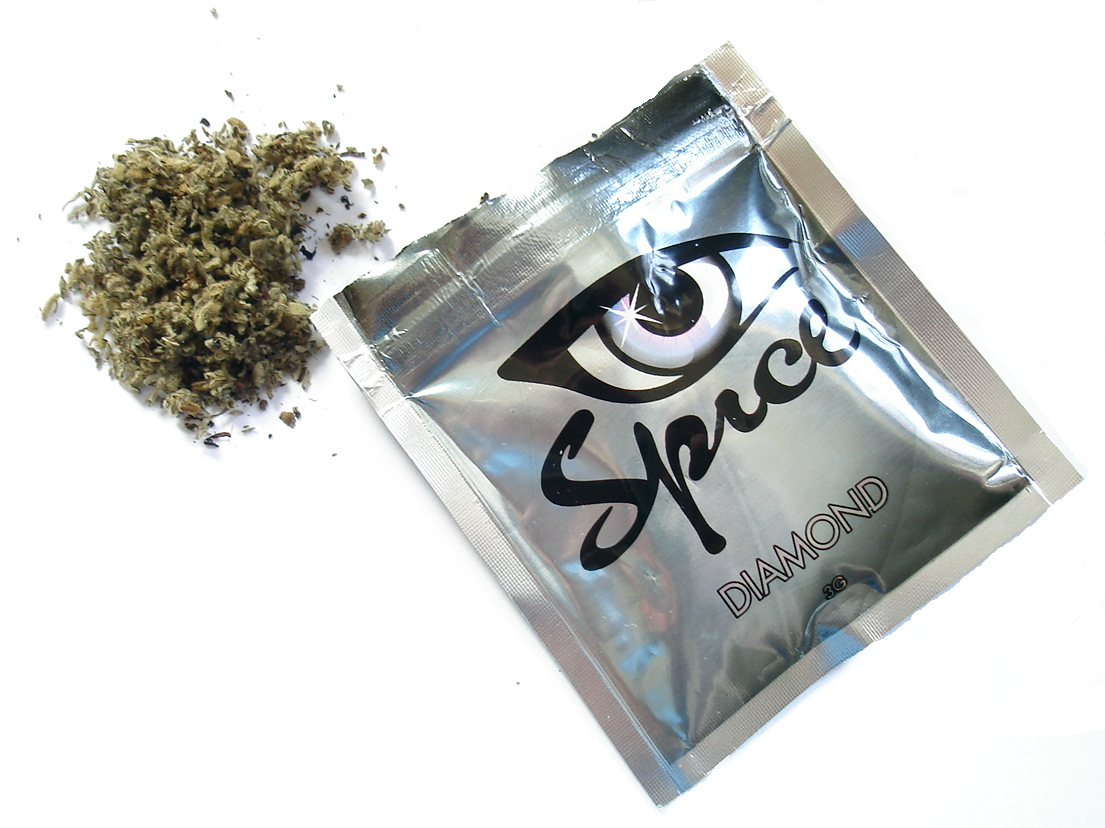
Spice

Marea Britanie, Canada și alte câteva state europene au aprobat utilizarea Sativex, combinație de THC și CBD pentru tratarea problemelor musculare cauzate de scleroza multiplă.
Cannabinoizi sintetici sunt prezenți și în multe dintre substanțele noi ilegale cu proprietăți psihoactive ce prezintă efecte adverse impredictibile și mai severe decât cele ale cannabisului. Există mai multe familii de canabinoizi sintetici (de exemplu, CP-xxx, WIN-xxx, JWH-xxx, UR-xxx și PB-xx) clasificate în funcție de structura de bază. 
În 2014 au fost raportați un număr de 142 canabinoizi sintetici de către Centrul European de Monitorizare a Drogurilor și Dependenței de Droguri (EMCDDA), numeroase decese fiind asociate cu uzul acestora. Aceste substanțe numite și etnobotanice, poartă denumiri diferite precum „Spice”, „K2”, „Mr. Nice Guy”, „Spice Gold”, „Spice Diamond”, „Yucatan Fire”, „Fake Cannabis”, AMB-FUBINACA etc. Aceștia se pot lega de receptorii endocannabinoizi mult mai puternic. De exemplu AMB-FUBINACA este de 85 de ori mai potent decât THC. 
De asemenea, cannabinoizi sintetici acționează asupra enzimelor care metabolizează diverse substanțe și medicamente existând astfel un risc crescut de interacțiuni cu medicamente și alte substanțe.